# Welttuberkulosetag

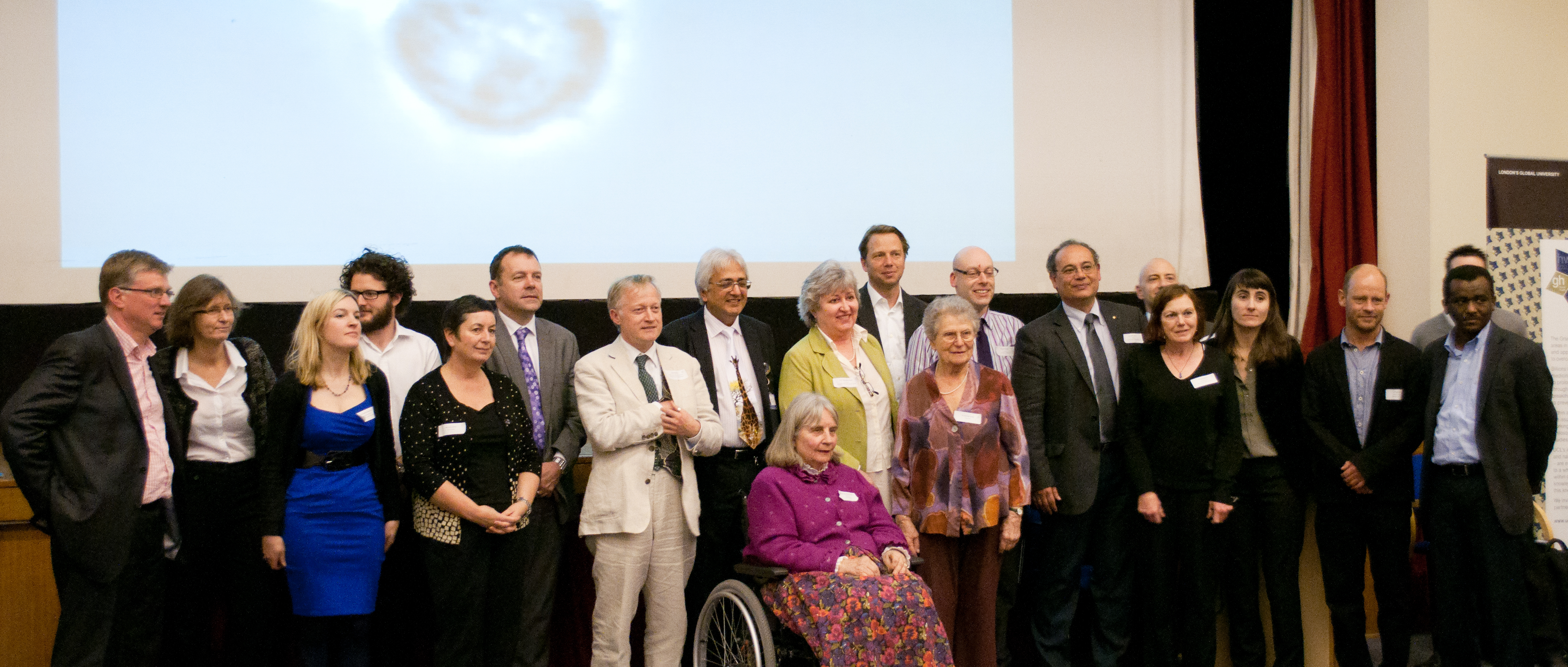
Welttuberkulosetag (2012)

Der Welttuberkulosetag (Abkürzung: Welt-TB-Tag, englisch World Tuberculosis Day, französisch Journée mondiale de lutte contre la tuberculose) ist ein Gedenktag und fällt auf den 24. März eines jeden Jahres, um so die Erinnerung an die Tuberkulose in der Öffentlichkeit wachzuhalten, durch die heute jedes Jahr etwa 940.000 Menschen sterben (die meisten davon in der Dritten Welt).
Dieser Tag im Jahr wurde bewusst gewählt, denn am 24. März 1882 gab Robert Koch in Berlin die Entdeckung des Tuberkulosebakteriums bekannt. Zu dieser Zeit war die Tuberkulose in Europa und Amerika derart verbreitet, dass jeder siebte daran starb. Durch die Entdeckung der Krankheitsursache war es möglich, eine Therapie gegen die Krankheit zu entwickeln.
Im Jahr 1982, also am 100. Jahrestag der oben näher bezeichneten Veröffentlichung, schlug die Internationale Union gegen Tuberkulose und Lungenkrankheiten (IUATLD) den 24. März als Welttuberkulosetag vor. Im Jahr 1996 schloss sich die Weltgesundheitsorganisation diesem Vorschlag an, um diesem Tag mehr Gewicht zu verleihen.